# Heptacarpus herdmani
Heptacarpus herdmani is een garnalensoort uit de familie van de Hippolytidae. De wetenschappelijke naam van de soort is voor het eerst geldig gepubliceerd in 1898 door Walker.